# D. Gottlieb & Co.

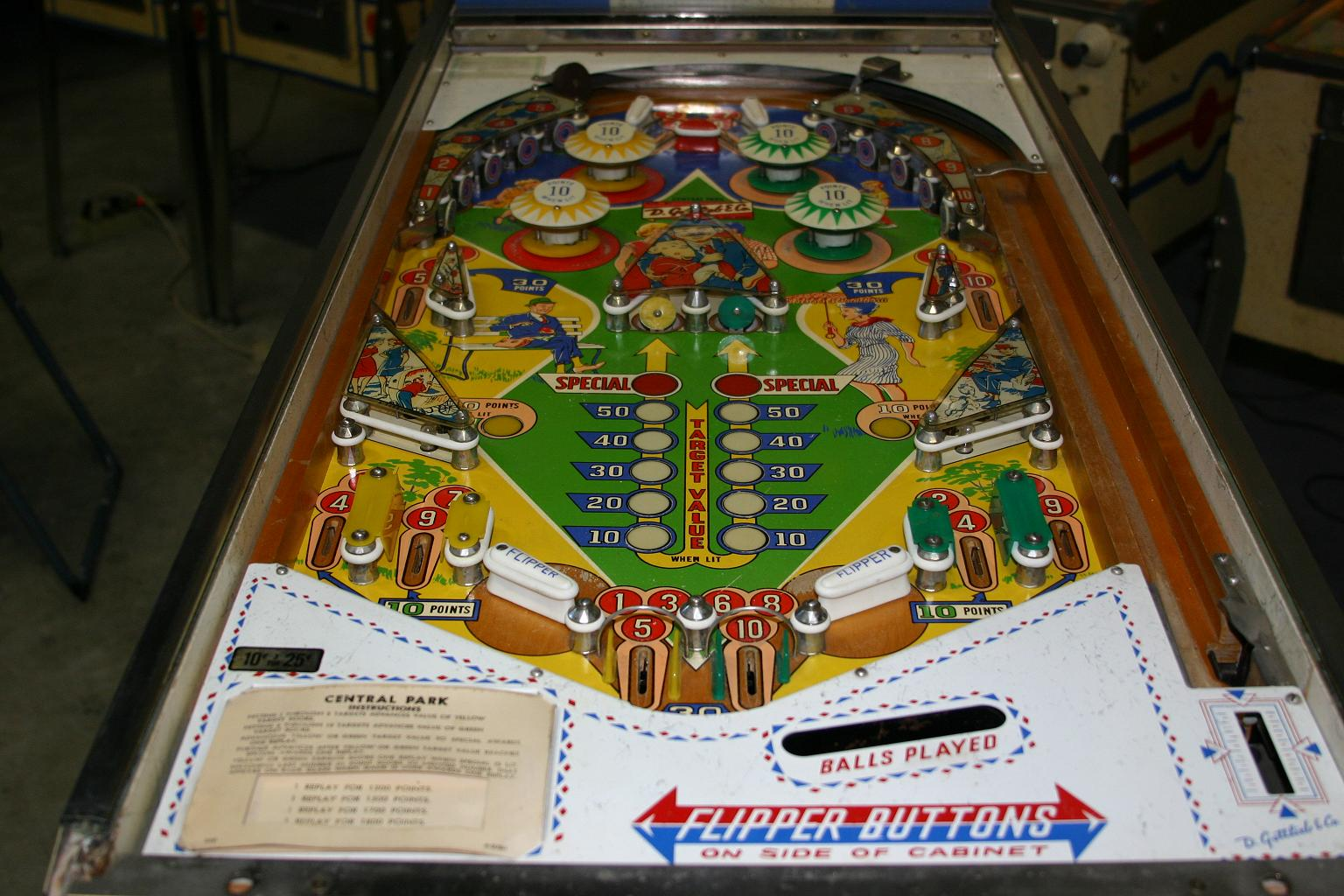
Central Park aus dem Jahr 1966

Gottlieb (früher D. Gottlieb & Co.) war eine US-amerikanische Firma aus Chicago, Illinois, welche Arcade-Spielautomaten und Flipperautomaten herstellte.

## Firmengeschichte
Die Firma wurde im Jahr 1927 von David Gottlieb gegründet, welcher 1931 das erste massenproduzierte Arcade-Spiel Baffle Ball erfand. Anfangs produzierte seine Firma Flipperautomaten und Bowling-Spiele. Genannte Flipperautomaten waren zuerst rein mechanische Geräte, die ab 1935 aber auf elektromechanische Geräte umgestellt wurden. Erst ab den 1970er-Jahren wurden dann überwiegend elektronische Flipper hergestellt.
Ab Ende der 1970er-Jahre stellte Gottlieb auch Arcade-Spiele wie Q*bert her.
Gottlieb wurde im Jahre 1977 von Columbia Pictures gekauft. Im Jahre 1983 wurde die Firma in Mylstar Electronics umgewandelt. 1984 wurde der Name des Unternehmens in Premier Technology geändert und ging 1996 in Konkurs.
Heute gehört der Name Gottlieb der Gottlieb-Development-L.L.C.-Gruppe.

## Gottlieb-Arcade-Spiele
- No Man’s Land (1980)
- New York! New York! (1981)
- Reactor (1982)
- Q*bert (1982)
- Mad Planets (1983)
- Krull (1983)
- Juno First (1983)
- M.A.C.H. 3 (1983)
- Q*bert Qubes (1983)
- Us vs. Them (1984)
- The Three Stooges in Brides is Brides (1984)
- Curve Ball (1984)
- Exterminator (1989)

## Gottlieb-Flipperautomaten
Gottlieb stellte im Laufe der Zeit unter anderem diese Automaten her:
- Baffle Ball (1930/1931)
- Stop and Sock (1931)
- Mibs (1931)
- Play-Boy (1932)
- Brokers Tip (1933)
- Big Broadcast (1933)
- Relay (1934)
- Sunshine Baseball (1936)
- Playboy (1937)
- Miss America #D (1947) ohne Flipper
- Maisie #E (1947) ohne Flipper
- Lucky Star #F (1947) ohne Flipper
- Marjorie #G (1947) ohne Flipper
- Bowling League #H (1947) ohne Flipper
- Flying Trapeze #I (1947) ohne Flipper
- Humpty Dumpty #1 (1947)
- Lady Robin Hood #2 (1948)
- Cinderella #3 (1948)
- Jack ’n Jill #4 (1948)
- Olde King Cole #5 (1948)
- Ali-Baba #6 (1948)
- Alice in Wonderland #7 (1948)
- Barnacle Bill #8 (1948)
- Miss Cue T #9 (1948)
- Buccaneer #11 (1948)
- Round Up #12 (1948)
- Harvest Moon #14 (1948)
- King Arthur and his Round Table (1949)
- K. C. Jones #25 (1949)
- Bank-A-Ball #34 (1950)
- Buffalo Bill #37 (1950)
- Knock Out #46 (1950)
- Triplets #40 (1950)
- Wild West (1951)
- Minstrel Man (1951)
- Disc Jockey (1952)
- Skill Pool (1952)
- Queen of Hearts (1952)
- Quartette (1952)
- Super / DeLuxe Jumbo (1953)
- Quintette (1953)
- Gold Star (1954)
- Dragonette (1954)
- Diamond Lill (1954)
- Hawaiian Beaty (1954)
- Frontiersman (1955)
- Southern Belle (1955)
- Wishing Well #107 (1955)
- Classy Bowler (1956)
- Rainbow (1956)
- Derby Day (1956)
- Harbor Lights (1956)
- Ace High (1957)
- World Champ (1957)
- Contest (1958)
- Criss Cross (1958)
- Race Time (1959)
- Queen of Diamonds (1959)
- World Beauties (1959)
- Around the world (1959)
- Wagon Train (1960)
- Dancing Dolls (1960)
- Flipper (1960)
- Texan (1960)
- Foto Finish (1961)
- Corral (1961)
- Cover Girls (1962)
- Flipper Clown (1962)
- Olympics (1962)
- Liberty Belle (1962)
- Rack-A-Ball (1962)
- Flying Chariots (1963)
- Gigi (1963)
- Slick Chick (1963)
- Sweet Hearts (1963)
- Swing Along (1963)
- Bowling Queen (1964)
- Happy Clown (1964)
- Ship Mates (1964)
- World Fair (1964)
- Kings & Queens (1965)
- Sky Line (1965)
- Paradise 2 player game (1965)
- Cow Poke (1965)
- Bank-A-Ball (1965)
- Central Park (1966)
- Dancing Lady (1966)
- Cross Town / Subway (1966) – last machines with manual ball lift
- Sing Along (1967)
- Surf Side (1967)
- Domino (1968)
- Fun Park (1968)
- Fun Land (1968)
- Paul Bunyan (1968)
- Royal Guard (1968)
- Airport (1969)
- Road Race (1969)
- Crescendo (1970)
- Groovy (1970)
- Aquarius (1970)
- Batter Up (1970)
- Flip-A-Card (1970)
- Snow Derby 2 player game (1970)
- Snow Queen 4 player game (1970)
- Home Run (1971)
- Drop-A-Card (1971)
- Dimension (1971)
- 4 Square (1971)
- 2001 #298 (1971)
- Flying Carpet #310 (1972)
- Jungle (1972)
- King Kool (1972)
- Jumping Jack (2 player) / Jack In The Box (4 player) (1973)
- Jungle King (1 player) (1973)
- Wild Life (2 player) (1973)
- Jungle (4 player) (1973)
- Pro Pool (1973)
- Pro-Football (1973)
- Big Shot 2 player game (1973)
- Hot Shot 4 player game (1973)
- High Hand (1973)
- Big Brave (1974)
- Big Indian #356 (1974)
- Far Out 4 player game (1974)
- Duotron 2 player game (1974)
- Magnotron 4 player game (1974)
- Sky Jump (1974)
- Eye of the Tiger (1975)
- Super Soccer #367 (1975)
- Quick Draw (1975)
- Fast Draw #379 (1975)
- Abracadabra #380 (1975)
- Spirit of 76 #381 (1975)
- Spin Out (1975)
- Pioneer #382 (1975)
- 300 #388 (1975)
- Atlantis (1975)
- El Dorado (1975)
- Canada Dry (1976)
- Buccaneer (1976)
- Surf Champ (1976)
- Card Whiz 2 player version of Royal Flush (1976)
- Royal Flush 4 player version of Card Whiz (1976)
- Sure Shot (1976)
- Target Alpha (1976)
- Volley (1976)
- Solar City (1976)
- Centigrade 37 (1977)
- Jungle Queen (1977)
- Bronco 4 player game (1977)
- Golden Arrow (1977)
- Fire Queen 2 player game (1977)
- Jet Spin 4 player game (1977)
- Mustang 2 player game (1977)
- Genie (1977)
- Team One (1977)
- Vulcan 4 player version of Fire Queen (1977)
- Cleopatra (1977)
- Fire Queen (1977)
- Gridiron (1977)
- Jacks Open (1977)
- Lucky Hand (1977)
- Jungle Queen 4 player version of Jungle Princess (1977)
- Jungle Princess (1977)
- Charlie’s Angels (1978)
- Cleopatra (1978)
- Pyramid (1978)
- Strange World (1978)
- Neptune (1978)
- Sinbad (1978)
- Eye Of The Tiger (1978)
- Poseidon (1978)
- Hit the Deck (1978)
- Joker Poker (1978)
- Close Encounters of the Third Kind (1978)
- Dragon (1978)
- Gemini (1978)
- Rock Star (1978)
- Genie (1979)
- Count Down (1979)
- Blue Note (1979)
- T.K.O. (1979)
- Space Walk (1979)
- The Amazing Spider-Man (1980)
- Black Hole (1981)
- Haunted House (1982)
- Devil’s Dare (1982)
- Alien Star (1984)
- Monte Carlo (1987)
- Victory (1987)
- TX Sector (1988)
- Lights… Camera… Action! (1989)
- Vegas (1990)
- Surf n Safari (1991)
- Super Mario Bros. (1992)
- Street Fighter II (1993)
- Gladiators (1993)
- Freddy: A Nightmare on Elm Street (1994)
- Frank Thomas Big Hurt (1995)